# モーニング娘。'23 25周年特番〜25年分の禁断ランキング!〜
『モーニング娘。'23 25周年特番 〜25年分の禁断ランキング!〜』（モーニングむすめトゥースリー にじゅうごしゅうねんとくばん にじゅうごねんぶんのきんだんランキング）は、TBSテレビとスカパー!の共同製作によるモーニング娘。'23の特集番組。2023年8月19日にTBSチャンネル1にて放送された。

## 概要
モーニング娘。の結成25周年記念の一環として制作された特集番組であり、街行く人やインターネット上でモーニング娘。に関するさまざまなアンケートを実施し、「禁断ランキング」を作成。現役のモーニング娘。'23のことはもとより、歴代メンバーや楽曲についても調査し、モーニング娘。の25年間を振り返るほか、更にファンが選ぶモーニング娘。歴代の名曲をランキング形式で紹介し、現役のモーニング娘。'23の各メンバーが2人1組ずつペアを組んでカラオケで歌い上げる企画も紹介する。

## ランキングの内容
番組内で取り上げられたランキングの内容は下記の通り。
- 東大生が選ぶ頭が良さそうなメンバー
- 恋人や夫に会わせたくないメンバー
- 部下・後輩にしたいと思うメンバー
- モーニング娘。歴代ガチランキング
  - 歴代のモーニング娘。で一番ダンスが上手いと思うメンバー
  - 歴代のモーニング娘。で一番歌が上手いと思うメンバー
  - 歴代のモーニング娘。で一番の名曲
  - 歴代のモーニング娘。で最強だと思うリーダー

## 出演
- モーニング娘。'23
  - 譜久村聖
  - 生田衣梨奈
  - 石田亜佑美
  - 小田さくら
  - 野中美希
  - 牧野真莉愛
  - 羽賀朱音
  - 横山玲奈
  - 北川莉央
  - 岡村ほまれ
  - 山﨑愛生
  - 櫻井梨央
  - 井上春華
  - 弓桁朱琴

補足
同年5月23日に当グループに加入した井上春華、および弓桁朱琴にとっては地上波、衛星放送に関わらず、他の放送局に先行する形でテレビ番組への初出演を果たすこととなった。

## 放送時間
| 放送期間       | 放送日時             | 放送局         | 備考   |
| -------------- | -------------------- | -------------- | ------ |
| 2023年8月19日  | 土曜日 19:30 - 21:00 | TBSチャンネル1 | 本放送 |
| 2023年9月18日  | 月曜日 17:30 - 19:00 | TBSチャンネル1 | 再放送 |
| 2023年11月27日 | 月曜日 23:30 - 25:00 | TBSチャンネル1 | 再放送 |
| 2024年6月30日  | 日曜日 11:30 - 13:00 | TBSチャンネル1 | 再放送 |
| 2024年8月4日   | 日曜日 20:30 - 22:00 | TBSチャンネル1 | 再放送 |

## スタッフ
- ナレーション：坂本雅仁（アホマイルド）
- CAM：池田浩和
- LD：HEART-S
- VE：杉山萌
- PA：佐々木洋
- 編集：高木宏輔
- MA：高橋誠一郎
- 音効：國安啓
- メイク：e-mu Inc.
- 技術協力：JOYSOUND
- 編成：三室亮馬
- 宣伝：宮井隆行、木村涼乃
- 構成：岡本靖正
- AD：小林大輝
- AP：那須光輝
- ディレクター：目黒真理子
- プロデューサー：西村規男、川原崎紘史、照井健太郎、島田哲治
- 制作：POWER SLIDE
- 製作著作：TBS、スカパー!、THReee entertainment

他